# Kroatië op het Europees kampioenschap voetbal 2012
Kroatië was een van de deelnemende landen aan het Europees kampioenschap voetbal 2012 in Polen en Oekraïne. Het was de vierde deelname voor het land. De bondscoach was Slaven Bilić. Op 6 juni 2012 stond Kroatië op de 8e plaats op de FIFA-wereldranglijst, achter Argentinië.

## Kwalificatie
Kroatië was een van de 51 leden van de UEFA die zich inschreef voor de kwalificatie voor het EK 2012. Twee van die leden, Polen en Oekraïne, waren als organiserende landen al geplaatst. Kroatië werd uit pot 1 ingedeeld in groep F als groepshoofd, samen met Griekenland (uit pot 2), Israel (uit pot 3), Letland (uit pot 4), Georgië (uit pot 5) en Malta (uit pot 6). De nummer 1 uit elke poule kwalificeerde zich direct voor het Europees kampioenschap.
Kroatië speelde tien kwalificatiewedstrijden, tegen elke tegenstander twee. In deze reeks scoorde het elftal 18 doelpunten en kreeg 7 tegendoelpunten. Het behaalde de tweede plaats, waardoor het de play-offs moest spelen om door te kunnen gaan naar het eindtoernooi.
| 3 september 2010 | Letland     | 0 - 3 | Kroatië     |
| 7 september 2010 | Kroatië     | 0 - 0 | Griekenland |
| 9 oktober 2010   | Israël      | 2 - 1 | Kroatië     |
| 17 november 2010 | Kroatië     | 3 - 0 | Malta       |
| 26 maart 2011    | Georgië     | 1 - 0 | Kroatië     |
| 3 juni 2011      | Kroatië     | 2 - 1 | Georgië     |
| 2 september 2011 | Malta       | 2 - 3 | Kroatië     |
| 6 september 2011 | Kroatië     | 3 - 1 | Israël      |
| 7 oktober 2011   | Griekenland | 2 - 0 | Kroatië     |
| 11 oktober 2011  | Kroatië     | 2 - 0 | Letland     |

| Land        | Wed | Win | Gel | Ver | DV | DT | +/- | Pnt |
| ----------- | --- | --- | --- | --- | -- | -- | --- | --- |
| Griekenland | 10  | 7   | 3   | 0   | 14 | 5  | +9  | 24  |
| Kroatië     | 10  | 7   | 1   | 2   | 18 | 7  | +11 | 22  |
| Israël      | 10  | 5   | 1   | 4   | 13 | 11 | +2  | 16  |
| Letland     | 10  | 3   | 2   | 5   | 9  | 12 | -3  | 11  |
| Georgië     | 10  | 2   | 4   | 4   | 7  | 9  | -2  | 10  |
| Malta       | 10  | 0   | 1   | 9   | 4  | 21 | -17 | 1   |

### Play-offs
Bij de loting van de play-offs werd Kroatië in pot 1 geplaatst. Uiteindelijk werd Kroatië gekoppeld aan de nummer 2 van groep A, Turkije. Omdat Kroatië bij de uitwedstrijd in Istanboel een 3 - 0 zege boekte was het gelijkspel thuis genoeg om zich alsnog te plaatsten voor het Europees kampioenschap.
|                        |         |         |                                   |                                                                                |
| 11 november 2011 20:05 | Turkije | 0 – 3   | Kroatië                           | Türk Telekom Arena, Istanboel Toeschouwers: 42.863 Scheidsrechter: Felix Brych |
| 11 november 2011 20:05 |         | Verslag | Olić 2' Mandžukić 32' Ćorluka 51' | Türk Telekom Arena, Istanboel Toeschouwers: 42.863 Scheidsrechter: Felix Brych |

|                        |         |       |         |                                                                            |
| 15 november 2011 20:05 | Kroatië | 0 – 0 | Turkije | Maksimirstadion, Zagreb Toeschouwers: 26.371 Scheidsrechter: Pedro Proença |
| 15 november 2011 20:05 | Verslag |       |         | Maksimirstadion, Zagreb Toeschouwers: 26.371 Scheidsrechter: Pedro Proença |

## Wedstrijden op het Europees kampioenschap
Kroatië werd bij de loting op 2 december 2011 ingedeeld in Groep C. Aan deze groep werden tevens Spanje, Italië en Ierland toegevoegd.

### Groep C
| Land    | Wed | Win | Gel | Ver | DV | DT | +/- | Pnt |
| ------- | --- | --- | --- | --- | -- | -- | --- | --- |
| Spanje  | 3   | 2   | 1   | 0   | 6  | 1  | +5  | 7   |
| Italië  | 3   | 1   | 2   | 0   | 4  | 2  | +2  | 5   |
| Kroatië | 3   | 1   | 1   | 1   | 4  | 3  | +1  | 4   |
| Ierland | 3   | 0   | 0   | 3   | 1  | 9  | -8  | 0   |

### Wedstrijden
|                         |               |       |                               |                                                       |
| 10 juni 2012 20.45 MEZT | Ierland       | 1 – 3 | Kroatië                       | Stadion Miejski, Poznań Scheidsrechter: Björn Kuipers |
| 10 juni 2012 20.45 MEZT | St Ledger 19' |       | 3', 48' Mandžukić 43' Jelavić | Stadion Miejski, Poznań Scheidsrechter: Björn Kuipers |

|                         |           |       |               |                                                     |
| 14 juni 2012 18.00 MEZT | Italië    | 1 – 1 | Kroatië       | Stadion Miejski, Poznań Scheidsrechter: Howard Webb |
| 14 juni 2012 18.00 MEZT | Pirlo 39' |       | 72' Mandžukić | Stadion Miejski, Poznań Scheidsrechter: Howard Webb |

|                         |         |           |        |                                                         |
| 18 juni 2012 20.45 MEZT | Kroatië | 0 – 1     | Spanje | PGE Arena Gdańsk, Gdańsk Scheidsrechter: Wolfgang Stark |
| 18 juni 2012 20.45 MEZT |         | 88' Navas |        | PGE Arena Gdańsk, Gdańsk Scheidsrechter: Wolfgang Stark |

## Selectie
| No. | Naam                | Club                  | Positie      | W |   |   | D | A |   |   |   |
| --- | ------------------- | --------------------- | ------------ | - | - | - | - | - | - | - | - |
| 1   | Stipe Pletikosa     | FK Rostov             | Doelman      | 3 | 0 | 0 | 0 | 0 | 0 | 0 | 0 |
| 12  | Ivan Kelava         | GNK Dinamo Zagreb     | Doelman      | 0 | 0 | 0 | 0 | 0 | 0 | 0 | 0 |
| 23  | Danijel Subašić     | AS Monaco             | Doelman      | 0 | 0 | 0 | 0 | 0 | 0 | 0 | 0 |
| 2   | Ivan Strinić        | Dnipro Dnipropetrovsk | Verdediger   | 3 | 0 | 0 | 0 | 1 | 1 | 0 | 0 |
| 3   | Josip Šimunić       | GNK Dinamo Zagreb     | Verdediger   | 0 | 0 | 0 | 0 | 0 | 0 | 0 | 0 |
| 4   | Jurica Buljat       | Maccabi Haifa         | Verdediger   | 0 | 0 | 0 | 0 | 0 | 0 | 0 | 0 |
| 5   | Vedran Ćorluka      | Tottenham Hotspur FC  | Verdediger   | 3 | 0 | 0 | 0 | 0 | 1 | 0 | 0 |
| 6   | Danijel Pranjić     | FC Bayern München     | Middenvelder | 2 | 1 | 1 | 0 | 0 | 0 | 0 | 0 |
| 7   | Ivan Rakitić        | Sevilla FC            | Middenvelder | 3 | 0 | 1 | 0 | 0 | 1 | 0 | 0 |
| 8   | Ognjen Vukojević    | FC Dynamo Kiev        | Middenvelder | 3 | 0 | 1 | 0 | 0 | 0 | 0 | 0 |
| 9   | Nikica Jelavić      | Everton FC            | Aanvaller    | 3 | 1 | 2 | 1 | 0 | 1 | 0 | 0 |
| 10  | Luka Modrić         | Tottenham Hotspur FC  | Middenvelder | 3 | 0 | 0 | 0 | 0 | 1 | 0 | 0 |
| 11  | Darijo Srna         | FK Sjachtar Donetsk   | Middenvelder | 3 | 0 | 0 | 0 | 1 | 1 | 0 | 0 |
| 13  | Gordon Schildenfeld | Eintracht Frankfurt   | Verdediger   | 3 | 0 | 0 | 0 | 0 | 1 | 0 | 0 |
| 14  | Milan Badelj        | GNK Dinamo Zagreb     | Middenvelder | 0 | 0 | 0 | 0 | 0 | 0 | 0 | 0 |
| 15  | Šime Vrsaljko       | GNK Dinamo Zagreb     | Verdediger   | 0 | 0 | 0 | 0 | 0 | 0 | 0 | 0 |
| 16  | Tomislav Dujmović   | Real Zaragoza         | Middenvelder | 1 | 1 | 0 | 0 | 0 | 0 | 0 | 0 |
| 17  | Mario Mandžukić     | VfL Wolfsburg         | Aanvaller    | 3 | 0 | 1 | 3 | 0 | 1 | 0 | 0 |
| 18  | Nikola Kalinić      | Dnipro Dnipropetrovsk | Aanvaller    | 0 | 0 | 0 | 0 | 0 | 0 | 0 | 0 |
| 19  | Niko Kranjčar       | Tottenham Hotspur FC  | Middenvelder | 2 | 2 | 0 | 0 | 0 | 1 | 0 | 0 |
| 20  | Ivan Perišić        | Borussia Dortmund     | Middenvelder | 3 | 1 | 2 | 0 | 1 | 0 | 0 | 0 |
| 21  | Domagoj Vida        | GNK Dinamo Zagreb     | Verdediger   | 2 | 0 | 1 | 0 | 0 | 0 | 0 | 0 |
| 22  | Eduardo da Silva    | FK Sjachtar Donetsk   | Aanvaller    | 3 | 3 | 0 | 0 | 0 | 0 | 0 | 0 |

| W | Wedstrijden        |
|   | Invalbeurten       |
|   | Gewisseld          |
| D | Doelpunten         |
| A | Assists/Voorzetten |
|   | Gele kaarten       |
|   | 2 x geel = rood    |
|   | Rode kaarten       |

Groep A:  Polen ·  Griekenland ·  Rusland ·  Tsjechië
Groep B:  Nederland ·  Duitsland ·  Portugal ·  Denemarken
Groep C:  Spanje ·  Italië ·  Kroatië ·  Ierland
Groep D:  Oekraïne ·  Zweden ·  Frankrijk ·  Engeland
HNS · A-internationals · Selecties · Bondscoaches · Statistieken · Kroatisch vrouwenelftal · Olympisch elftal · Kroatië U21 · Kroatië U20 · Kroatië U19 · Kroatië U18 · Kroatië U17 · Kroatië U16
1940 – 1956 ·
1990 – 1999 ·
2000 – 2009 ·
2010 – 2019 ·
2020 − 2029
EK's: 1996 · 
2000 · 
2004 · 
2008 · 
2012 · 
2016 · 
2020 · 
2024
WK's: 1998 · 
2002 · 
2006 · 
2010 · 
2014 · 
2018 · 
2022
1940 · 
1941 · 
1942 · 
1943 · 
1944 · 
1945–1955 · 
1956 · 
1957–1989 · 
1990 · 
1991 · 
1992 · 
1993 · 
1994 · 
1995 · 
1996 · 
1997 · 
1998 · 
1999 · 
2000 · 
2001 · 
2002 · 
2003 · 
2004 · 
2005 · 
2006 · 
2007 · 
2008 · 
2009 · 
2010 · 
2011 · 
2012 · 
2013 ·  
2014 · 
2015 · 
2016 · 
2017 · 
2018 ·
2019 ·
2020 ·
2021 ·
2022 ·
2023
Albanië ·
Andorra ·
Argentinië ·
Armenië ·
Australië ·
Azerbeidzjan · 
België ·
Bosnië en Herzegovina ·
Brazilië ·
Bulgarije ·
Canada ·
Chili ·
China ·
Cyprus ·
Denemarken ·
Duitsland ·
Ecuador ·
Egypte ·
Engeland ·
Estland ·
Finland ·
Frankrijk ·
Georgië ·
Gibraltar ·
Griekenland ·
Hongarije ·
Hongkong ·
Ierland ·
IJsland ·
Indonesië ·
Iran ·
Israël ·
Italië ·
Jamaica ·
Japan ·
Joegoslavië ·
Jordanië ·
Kameroen · 
Kazachstan ·
Kosovo ·
Letland ·
Litouwen ·
Liechtenstein ·
Mali ·
Malta ·
Marokko · 
Mexico ·
Moldavië ·
Nederland ·
Nigeria ·
Noord-Ierland ·
Noord-Macedonië ·
Noorwegen ·
Oekraïne ·
Oostenrijk ·
Peru ·
Polen ·
Portugal ·
Qatar ·
Roemenië ·
Rusland ·
San Marino ·
Saoedi-Arabië ·
Schotland ·
Senegal · 
Servië · 
Slovenië ·
Slowakije ·
Spanje ·
Tsjechië ·
Tunesië ·
Turkije ·
Wales ·
Wit-Rusland ·
Zuid-Korea ·
Zweden ·
Zwitserland
Argentinië (2018) ·
Argentinië (2022) ·
Australië (2006) ·
België (2022) ·
Brazilië (2006) ·
Brazilië (2014) ·
Brazilië (2022) ·
Denemarken (2018) ·
Duitsland (2008) ·
Engeland (2018) ·
Engeland (2021) ·
Frankrijk (2018) ·
Ierland (2012) ·
IJsland (2018) ·
Italië (2012) ·
Japan (2006) ·
Kameroen (2014) ·
Marokko (2022, 1) ·
Marokko (2022, 2) ·
Mexico (2014) ·
Nigeria (2018) ·
Oostenrijk (2008) ·
Polen (2008) ·
Rusland (2018) ·
Schotland (2021) ·
Spanje (2012) ·
Spanje (2021) ·
Tsjechië (2016) ·
Tsjechië (2021) ·
Turkije (2008) ·
Turkije (2016)